# 페어리랜드 스토리
페어리랜드 스토리(일본어: フェアリーランドストーリー, The Fairyland Story→요정나라 이야기)는 타이토가 1985년 7월에 발매한 아케이드 플랫폼 게임이다. 마녀 토레미가 마법봉으로 화면 상의 모든 적들을 없애야 하는 내용이다. 1987년에 MSX로, 1991년에 샤프 X68000으로 각각 이식됐다.
2005년에 발매된 타이토 메모리즈 상편과 2006년에 발매된 타이토 레전즈 2에 포함됐다.